# Groton (Massachusetts)
Groton ist eine Kleinstadt im Middlesex County des Bundesstaats Massachusetts in den Vereinigten Staaten. Das U.S. Census Bureau hat bei der Volkszählung 2020 eine Einwohnerzahl von 11.315 ermittelt. Die Siedlung ist Teil der Metropolregion Greater Boston.

## Geschichte
Das anglo-amerikanische Groton begann mit dem Handelsposten von John Tinker, der dort am Zusammenfluss von Nod Brook und Nashua River Geschäfte machte. Die Nashaway nannten das Gebiet Petapawag, was „sumpfiges Land“ bedeutet. Wie Tinker folgten auch andere Pioniere den Pfaden der Algonkin aus der Massachusetts Bay. Sie fanden die Region geeignet für Fischfang und Landwirtschaft.
Die Stadt wurde 1655 offiziell besiedelt und gegründet, benannt nach Groton in Suffolk, England. Unter dem Namen The Plantation of Groton umfasste sie das gesamte heutige Groton und Ayer, fast das gesamte Pepperell und Shirley, große Teile von Dunstable, Littleton und Tyngsborough sowie kleinere Teile von Harvard und Westford in Massachusetts sowie Nashua und Hollis in New Hampshire.
Während des King Philip’s War überfielen am 13. März 1676 mit den Franzosen verbündete Indianer alle Gebäude bis auf vier Garnisonen in Groton und brannten sie nieder. Die Überlebenden flohen nach Concord und anderen sicheren Zufluchtsorten, kehrten aber zwei Jahre später zurück, um die Stadt wieder aufzubauen. Indianer griffen die Stadt während des Raid on Groton 1694 (während des King William’s War) erneut an.
Im 19. Jahrhundert und zu Beginn des 20. Jahrhunderts war Groton eine weitgehend weiße und christliche Stadt. Die Stadt war ein Zentrum des Ku-Klux-Klan, der Hass gegen Katholiken und ethnische Minderheiten verbreitete. Diesem Image möchte die Stadt inzwischen entgegenwirken. So hat die Stadt 2017, im Schatten des durch die Präsidentschaftswahlen 2016 geschaffenen Umfelds, das Motto All are welcome („Alle sind willkommen“) angenommen. Es wurden sechs Steine mit dem Motto eingraviert und an den Hauptstraßen, die aus den Nachbargemeinden in die Stadt führen, aufgestellt.

## Demografie
Laut einer Schätzung von 2019 leben in Groton 11.325 Menschen. Die Bevölkerung teilt sich im selben Jahr auf in 92,1 % Weiße, 0,2 % Afroamerikaner, 3,6 % Asiaten und 3,9 % mit zwei oder mehr Ethnizitäten. Hispanics oder Latinos aller Ethnien machten 1,4 % der Bevölkerung aus. Das mittlere Haushaltseinkommen lag bei 129.085 US-Dollar und die Armutsquote bei 3,8 %.

## Bildung
Groton ist die Heimat von zwei Vorbereitungsschulen: Die Lawrence Academy in Groton, gegründet 1792 und die drittälteste Privatschule in Massachusetts, und die Groton School, gegründet 1884. Letztere wurde von Franklin D. Roosevelt absolviert.

## Söhne und Töchter der Stadt
- William Prescott (1726–1795), Oberst im Amerikanischen Unabhängigkeitskrieg
- Samuel Dana (1767–1835), Politiker
- Ether Shepley (1789–1877), Politiker
- Abbott Lawrence (1792–1855), Politiker
- Amos Adams Lawrence (1814–1886), Unternehmer
- Charles Warren Stone (1843–1912), Politiker
- Steve Kornacki (* 1979), Journalist und Fernsehmoderator